# Paectes euphiles
Paectes euphiles är en fjärilsart som beskrevs av Louis Beethoven Prout 1928. Paectes euphiles ingår i släktet Paectes och familjen nattflyn. Inga underarter finns listade i Catalogue of Life.